# Shinsen'en-dōri
Le Shinsen'en-dōri (神泉苑通, Shinsen'en-dōri) est une voie du centre-ville de Kyoto, dans l'arrondissement de Nakagyō. Orientée nord-sud, elle débute à l'Oshikōji-dōri, devant le château de Nijō, et termine au Takoyakushi-dōri. Elle porte le nom du Shinsen-en, important jardin de la vieille capitale.

## Description

### Situation
Le Shinsen'en-dōri est une très courte rue du centre de l'arrondissement de Nakagyō. Il commence dans le quartier de Monzen-chō (門前町) et termine dans celui d'Inaba-chō (因幡町). La rue débute à l'Oshikōji-dōri, devant les douves sud du château de Nijō et termine au Takoyakushi-dōri. Selon certaines sources, la rue est interrompue à Takoyakushi, puis recommence au sud après Kōin-dōri (後院通) et traverse Nishikikōji-dōri (錦小路通) avant de terminer à Shijō-dōri (en) (四条通). Elle suit l'Ōmiya-dōri (en) (大宮通) à l'est et précède le Yashiro-dōri (矢城通) et le Bifuku-dōri (美福通).
Avec le Higurashi-dōri (日暮通), il est considéré comme une suite du Kushige-dōri (ja) (櫛笥通), plus au sud. 
La circulation se fait en sens unique du sud au nord, sauf entre Oike et Oshikōji, où la circulation se fait dans les deux sens. La rue fait environ 650 mètres de long, 800 mètres si l'on compte la section jusqu'à Nishikikōji-Shijō.

### Voies rencontrées
Du nord au sud, en sens unique. Les voies rencontrées de la droite sont mentionnées par (d), tandis que celles rencontrées de la gauche, par (g). Seules les rues ayant un nom sont listées.
1. Oshikōji-dōri (押小路通)
2. Oike-dōri (御池通)
3. Aneyakōji-dōri (姉小路通)
4. Sanjō-dōri (ja) (三条通)
5. Rokkaku-dōri (六角通)
6. Takoyakushi-dōri (蛸薬師通)
7. (Nishikikōji-dōri (錦小路通))[1]
8. (Shijō-dōri (en) (四条通))[1]

- Sources : (ja) Université Ritsumeikan Asia Pacific (en), « 近代京都オーバーレイマップ », sur Art Research Center,‎ 2023 (consulté le 20 septembre 2023).

### Transports en commun
Les bus du réseau d'autobus de Kyoto (ja) ne circulent pas sur la rue. Peu d'arrêts d'autobus sont proches. On compte cependant Shinsen'en-mae (神泉苑前), coin Oike et Shinsen'en et desservie par la ligne 15, Senbon Sanjō / Suzaku Ritsumeikan (千本三条・朱雀立命館前), au carrefour de Senbon et Sanjō et près du campus Suzaku de l'Université de Ritsumeikan, desservie par les lignes 6, 18, 46, 52, 55, 69, 201, 206 et Spécial 18, et l'arrêt Mibu Sōshajō-mae (みぶ操車場前), coin Takoyakushi et Kōin, et desserive par les mêmes lignes que Senbon Sanjō / Suzaku Ritsumeikan. Les arrêts du métro de Kyoto les plus proches sont tous sur la ligne Tōzai, Gare de Nijō (二条駅), avec correspondance avec la ligne Sagano de JR West, et Nijōjō-mae (二条城前駅), toutes deux à cinq minutes de marche.

## Odonymie
La rue porte le nom du Shinsen-en (神泉苑). Le Shinsen-en était un jardin interdit construit sur le côté sud du palais impérial du Heian-kyō, l'ancien nom de la vieille capitale. Le site d'origine était un grand jardin centré autour d'un étang s'étendant sur environ 500 mètres du nord au sud et 240 mètres d'est en ouest, de l'avenue Nijō à l'avenue Sanjō et de l'avenue Ōmiya (大宮大路, Ōmiya-ōji) à l'avenue Mibu (ja) (壬生大路, Mibu-ōji). Cet étang était également appelé « Oike » (御池), littéralement « Étang impérial », d'où l'origine d'Oike-dōri. Le Shinsen-en a fini par disparaître avec le déclin de la capitale impériale ainsi qu'avec la construction du château de Nijō et de ses quartiers pour les samouraïs plusieurs siècles plus tard. Le jardin a fini par être restauré et est réapparu, certes sous une taille réduite. Il s'agit maintenant d'un temple bouddhiste shingon, suffragant au Tō-ji (東寺).

## Histoire
La rue correspond à l'allée Kushige (櫛笥小路, Kushige-kōji) durant l'époque de la ville impériale, ayant débuté vers 794. La rue était à ce moment une allée plutôt morcelée, car plusieurs quartiers importants interrompaient son tracé. Au nord de l'avenue Nijō (二条大路, Nijō-ōji), la rue est démolie pour faire place au palais impérial, tandis qu'au sud, jusqu'à l'avenue Sanjō (三条大路, Sanjō-ōji), la rue disparait pour faire place au Shinsen-en (神泉苑), jardin pour la cour du palais impérial. En outre, Taira no Kiyomori (平清盛, 1118-1181) a construit son palais personnel, le Nishi-hachijōdai (西八条第) à proximité de l'avenue Hachijō (ja) (八条大路, Hachijō-ōji), et c'est à partir de ce moment-là qu'a commencé la division des rues dans les différentes parties de la ville. Avec de nombreuses guerres successives, le secteur de la capitale droite (右京) s'est déterioré, et l'allée Kushige a disparu pour faire place à des terres agricoles. La rue a cependant été progressivement rouverte, notamment à la fin du XVIe siècle par Toyotomi Hideyoshi lors du réaménagement territorial du Tenshō (ja) (entre 1573 et 1592), qui entraîne la rénovation complète du cadastre à l'intérieur des limites de la ville impériale (ja), pour la construction de son somptueux palais, le Jurakudai (聚楽第),. Ainsi, la rue Higurashi apparaît, mais elle est rue interrompue à plusieurs endroits et reste très sinueuse. 
Au cours de l'époque d'Edo (1603-1868), le château de Nijō a été construit par Tokugawa Ieyasu. La route au nord du château de Nijō est restée sous le nom de Higurashi-dōri, et le tronçon d'environ 1 kilomètre entre Oshikōji et Shijō, a commencé à être appelé Shinsen'en-dōri, d'après le jardin Shinsen-en. La section allant de Matsubara-dōri (ja) à Jūjō-dōri (ja) est appelée Kushige-dōri, en l'honneur de l'ancienne allée Kushige ; ce nom s'appliquait également à la portion d'Oshikōji à Shijō, mais le nom Shinsen'en est plutôt resté.

## Patrimoine et lieux d'intérêt
Au nord, on trouve plusieurs importants lieux historiques de la ville, comme le château de Nijō et le Shinsen-en. Au carrefour avec Sanjō se trouve le quartier commerçant de la rue Sanjō (三条商店街), une allée couverte par un toit et parsemée de commerces de part et d'autre de ses côtés nord et sud, ainsi que le supermarché Seiyu, dans son coin nord-ouest,.
On trouve plusieurs temples mineurs au sud d'Aneyakōji, comme le Raikō-ji (来迎寺), le Sanpō-ji (三寳寺) et le Myōsen-ji (妙泉寺). À son aboutissant, au carrefour avec Takoyakushi, se trouve l'école primaire Rakuchū (ja) (京都市立洛中小学校). 

Quelques lieux d'intérêts
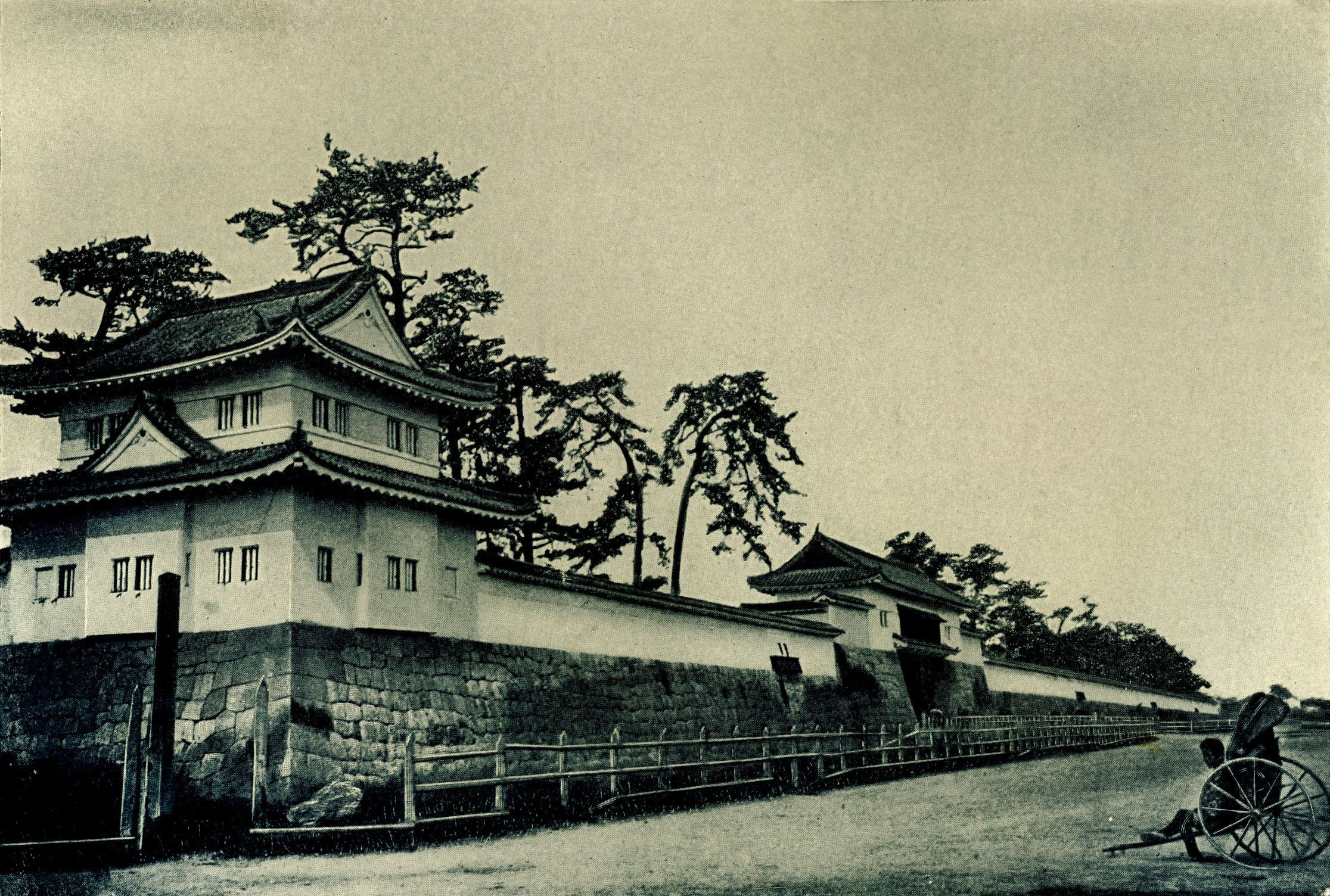
Le château de Nijō, remparts et douves au sud, vers 1902.
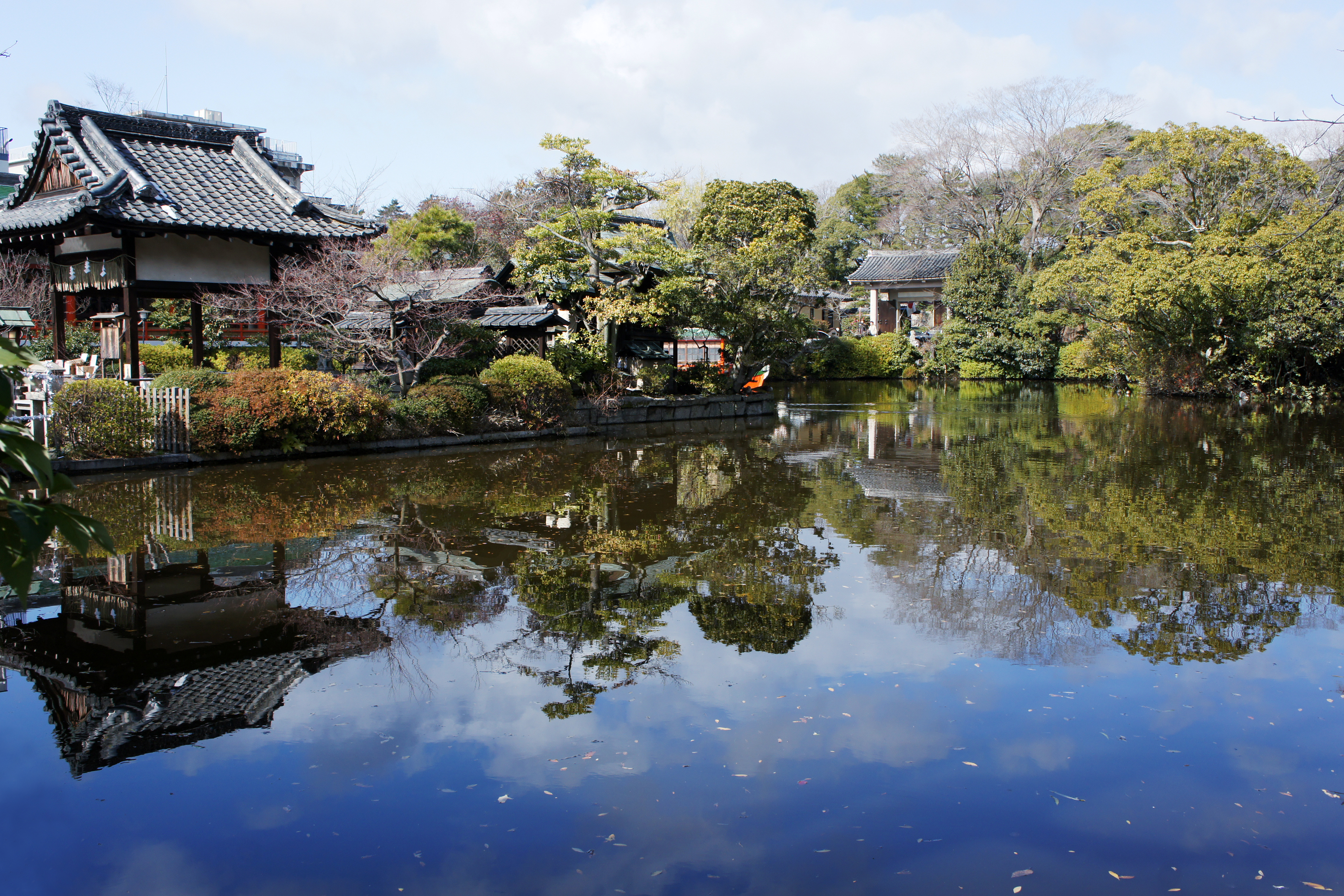
Shinsen'en.
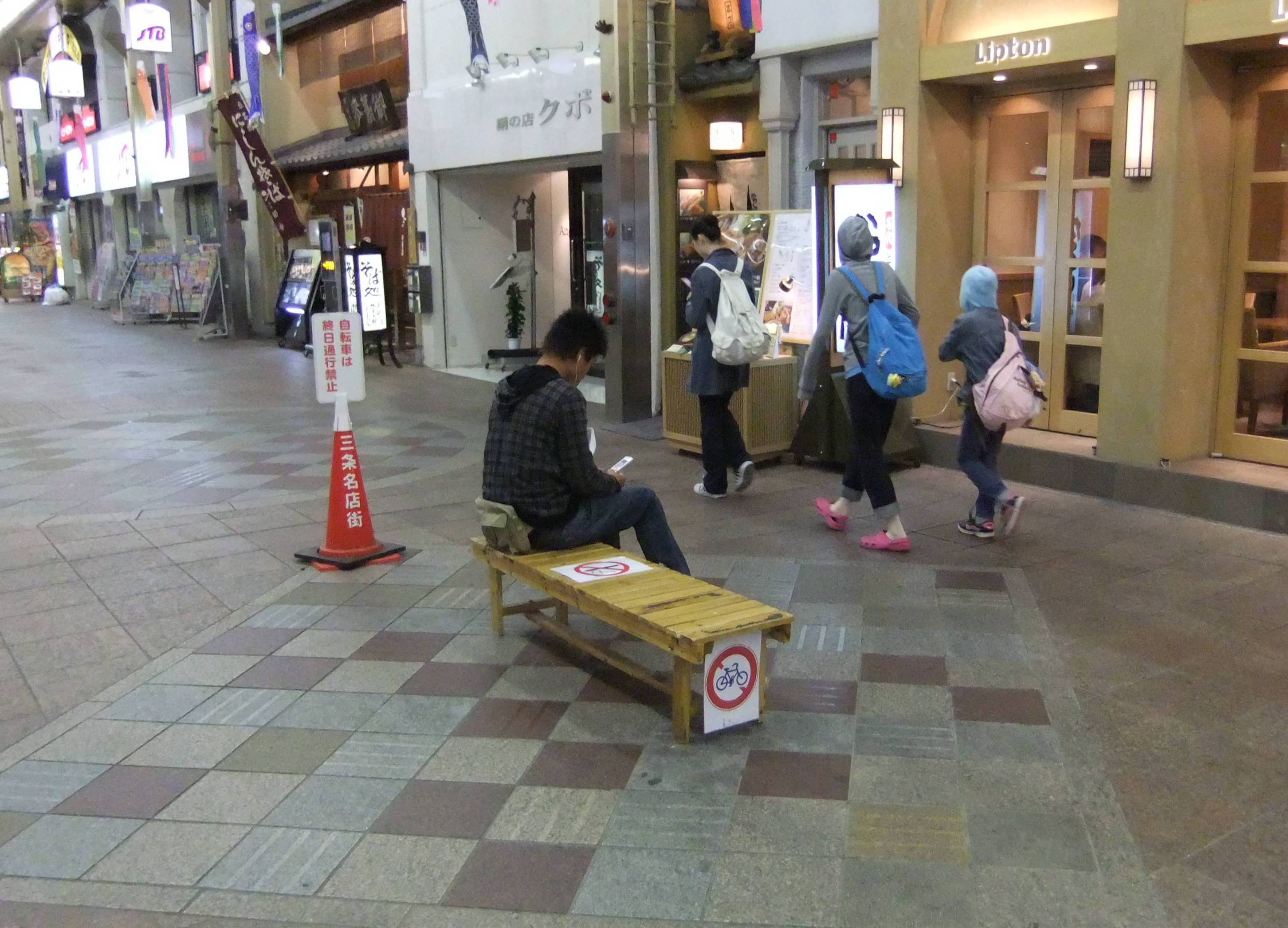
Un aperçu de la rue commerçante Sanjō.